# Jorge Valadez
Jorge Valadez (24 de febrero de 1996) es un futbolista mexicano profesional que se desempeña como defensa central, actualmente juega para los Correcaminos de la UAT de la Liga de Expansión MX.

## Trayectoria
Es surgido de las Fuerzas Básicas del Morelia, debutó en la Copa MX el 16 de septiembre de 2014 en un partido entre Monarcas Morelia contra Puebla y que terminó a favor de Puebla 2 a 1 .

## Clubes
| Club                   | País   | Año             |
| ---------------------- | ------ | --------------- |
| Monarcas Morelia       | México | 2014 - 2020     |
| Correcaminos de la UAT | México | 2020 - Presente |

## Estadísticas
| Monarcas Morelia · México                              |               |               |    |    |    |   |   |    |    |   |
| 1ª                                                     | 2014–15       | -             | -  | 1  | 0  | - | - | 1  | 0  |   |
| 1ª                                                     | 2017–18       | 10            | 0  | 7  | 0  | - | - | 17 | 0  |   |
| 1ª                                                     | 2018–19       | 15            | 0  | 8  | 0  | - | - | 23 | 0  |   |
| Total club                                             | Total club    | 25            | 0  | 16 | 0  | - | - | 41 | 0  |   |
| Correcaminos de la UAT · México                        |               |               |    |    |    |   |   |    |    |   |
| 2ª                                                     | 2020          | 8             | 0  | -  | -  | - | - | 8  | 0  |   |
| 2ª                                                     | 2020-21       | 3             | 0  | -  | -  | - | - | 3  | 0  |   |
| Total club                                             | Total club    | 11            | 0  | 0  | 0  | - | - | 11 | 0  |   |
| Total carrera                                          | Total carrera | Total carrera | 36 | 0  | 16 | 0 | 0 | 0  | 52 | 0 |
| (1)Incluye datos de la Copa México (2014-15, 2017-18). |               |               |    |    |    |   |   |    |    |   |